# Pierre-Mathias Pourrat
Pour les autres membres de la famille, voir Pourrat.
Ne doit pas être confondu avec Pierre Pourrat.
Pierre-Mathias Pourrat, né le 23 décembre 1779 à Ambert et mort le 8 juin 1844 à Paris, est un négociant, banquier et homme politique français. Député du Puy-de-Dôme sous la Monarchie de Juillet, il siège au centre gauche.

## Biographie
Fils du fabricant de papier et député Pierre Pourrat et de Marie Jeanne Marguerite Mathias, Pierre-Mathias Pourrat est reçu à vingt ans à l'École polytechnique, en l'an VIII. Mais il en démissionne deux ans plus tard, le 26 nivôse an X (1801), pour raison de santé. 
En 1828, il est négociant à Paris. Peu après, il est banquier à Ambert.
Pierre-Mathias Pourrat est élu député du Puy-de-Dôme sous la Monarchie de Juillet, aux élections du 5 juillet 1831, avec 71 voix sur 132 votants, soit 53,8 %, contre 67 voix au député sortant, M. Moulin. À la Chambre des députés, il siège au centre gauche, parmi le groupe de l'opposition dynastique. 
Pourrat s'élève contre les ordonnances du 30 novembre 1831 au sujet de la nomination simultanée de trente-six nouveaux pairs de France. Il s'oppose aussi aux appellations inconstitutionnelles de « roi de France » et de « sujets du roi ». Le 28 mai 1832, il signe le « compte-rendu des députés de l'opposition à leurs commettants ».
Il échoue aux élections du 26 mai 1834, avec 47 voix contre 88 à M. Molin, élu. Il quitte alors la vie publique, et se retire à Paris. La date de sa mort n'est pas connue,.
Il est le père d'Alfred Pourrat (1821-1889), lui aussi polytechnicien (promotion 1843), général d'artillerie, commandant l'École polytechnique en 1878-1880.